# Ephrem Nariculam
Ephrem Nariculam (ur. 10 grudnia 1960 w Narayambalam) – indyjski duchowny syromalabarski, od 2014 biskup Chanda.

## Życiorys
Święcenia kapłańskie przyjął 27 grudnia 1986 i został inkardynowany do archieparchii Ernakulam-Angamaly. Po krótkim stażu duszpasterskim został mianowany rektorem niższego seminarium w Chanda. Od 2007 pracował jako wykładowca na wydziale teologicznym uniwersytetu w Toronto.
31 lipca 2014 został mianowany eparchą Chanda. Chirotonii biskupiej udzielił mu 24 października 2014 kard. George Alencherry.